# Hotel de verano
Hotel de verano es una película de comedia y drama mexicana de 1944, dirigida por René Cardona y protagonizada por Ramón Armengod y Janice Logan. Ésta es una de las primeras películas de la década de los 40 en que debutan el comediante pachuco, Germán Valdés «Tin-Tan» y su compañero de escena Marcelo Chávez, con una breve secuencia.

## Trama
Un padre y su hija se meten en problemas románticos. Ella está enamorada de un cantante, y él está alocado por una norteamericana. En un hotel veraniego se suceden números musicales todas las situaciones que llevarán a un final en donde la hija logra su objetivo mientras que el padre se conformará con una mujer de cierta edad.

## Reparto
- Ramón Armengod como Ramón
- Janice Logan como Cecile
- Enrique Herrera como Don Gastón
- Pedro Vargas como Cantante
- Germán Valdés como Tin-Tan
- Marcelo Chávez como Marcelo
- Consuelo Guerrero de Luna como Consuelo
- Blanquita Amaro como Virginia
- Jorge «Che» Reyes como Che Reyes
- Carlos Villarías como Benito, mayordomo
- Rafael Icardo como Rigoberto
- Salvador Quiroz como Administrador de hotel
- Pepe Nava como Escolta (como José Nava)
- Pedro Elviro como Escolta («Pitouto»)
- Carlos Amador (no acreditado)
- Eva Briseño (no acreditada)
- Camilo Farjat (no acreditado)
- Manuel Jarero como Espectador de programa de radio (no acreditado)
- Ignacio Peón como Médico (no acreditado)
- José Pulido como Anunciador de cabaret (no acreditado)
- Alma Riva (no acreditada)